# KZ-Außenkommando Oberstdorf-Birgsau

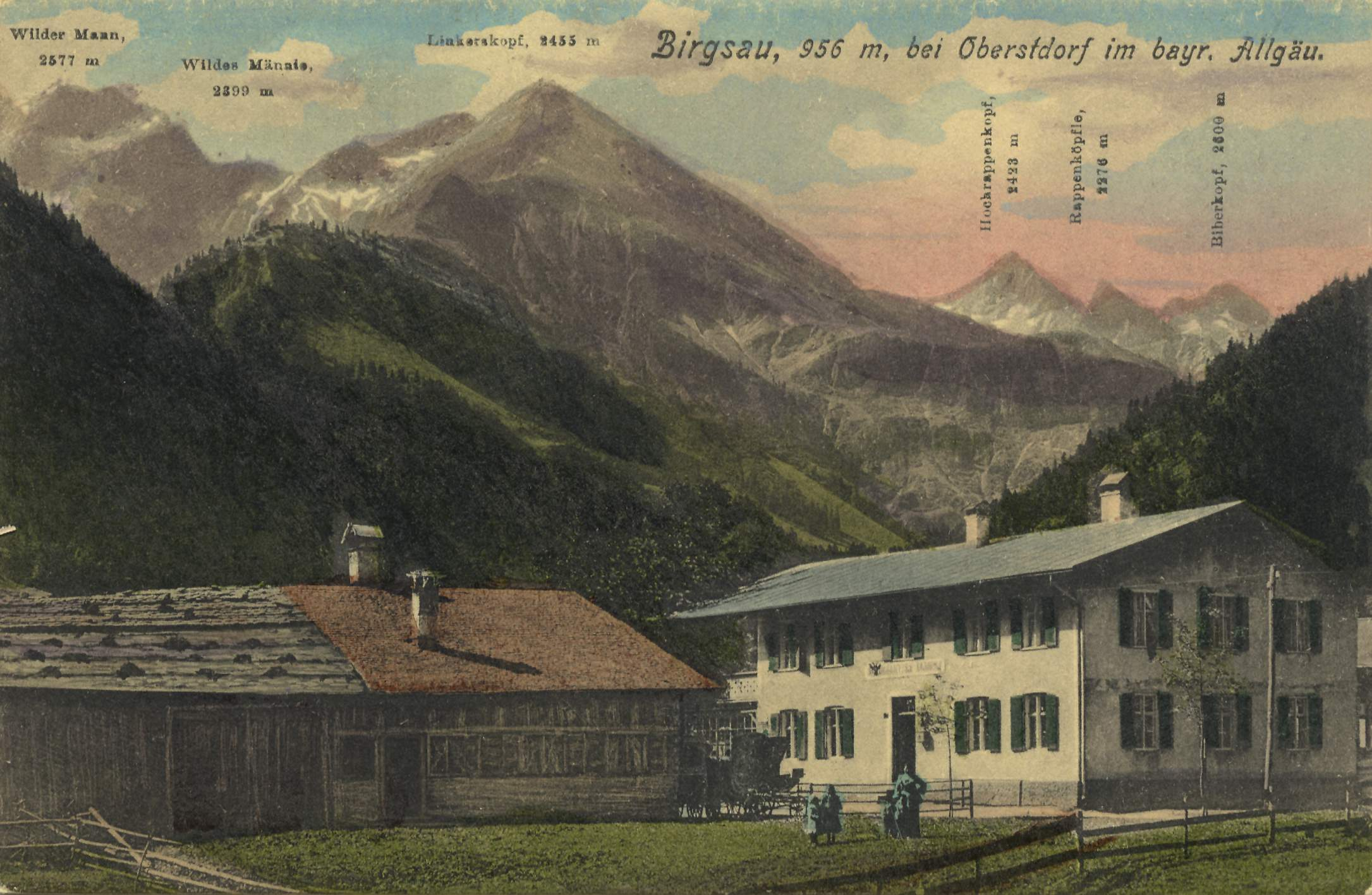
Postkarte Birgsau.
(Foto J. Heimhuber, 1908)

Das KZ-Außenkommando Oberstdorf-Birgsau war eines der 169 Außenlager des Konzentrationslagers Dachau für Männer vom 1. Juli 1943 bis zum 25. April 1945 in Birgsau bei Oberstdorf, betrieben durch die Waffen-SS.

## Geschichte des Außenlagers

### Das Außenlager vom Juli 1943 bis zum April 1945
Im Juli/August 1943 wurden zwölf Häftlinge des KZ Dachau nach Oberstdorf transportiert, zur Errichtung dieses Außenlagers des KZ Dachau. Schon bald wurde es auf 30 männliche Häftlinge ausgeweitet, die aus Deutschland, Polen, Jugoslawien, Tschechoslowakei, Rumänien und Spanien stammten. Bewacht wurden sie von zwei Dutzend Männern der SS.
Diese mussten zunächst Unterkünfte und Infrastruktur für ein Ausbildungslager für Führer und Unterführer der Waffen-SS aufbauen und instand halten, mit 16 Holzbaracken zwischen den Zollhäusern und der Kapelle, sowie Schießständen. Dieses diente der Schulung der Waffen-SS im Gebirgskampf.
Die KZ-Häftlinge waren in den Kellern der drei Zollhäuser untergebracht, die 1936/37 gebaut worden waren und durch den Anschluss Österreichs nicht mehr benötigt wurden. Die Lagerverwaltung wie auch die Wachmannschaft der SS war direkt darüber untergebracht. Gegessen wurde zu Beginn im nah gelegenen Gasthaus der Familie Mayer. Nachdem die neu errichtete Küche im Lager fertig war, kochte dort der polnische Gefangene Wladislaus Krystofiak.
Kommandant des Außenlagers wie auch der SS-Gebirgsjäger war von Juli 1943 bis etwa Januar 1945 Willi Baumgärtel (SS-Mitglied seit 1931, dann Leibstandarte SS Adolf Hitler bis Kriegsbeginn, 1944 Beförderung zum SS-Sturmbannführer), sein Nachfolger war nach nicht ganz eindeutiger Quellenlage SS-Oberscharführer Franz Frohnapfel, der die Situation der Häftlinge weiter verschlechterte.
Im April 1945 wurden die KZ-Häftlinge in eine Almhütte umquartiert, die sich jenseits der Stillach nahe dem SS-Ausbildungslager befand.

### Zwangsarbeit für die Waffen-SS
Morgens mussten die KZ-Häftlinge zum Appell und Bericht antreten. Danach wurden sie gezwungen, für die Waffen-SS Arbeiten zu verrichten, u. a.:
- Straßen-Instandhaltung sowie im Winter Schneeräumen und Lawinenbeseitigung
- Bauarbeiten, z. B. ein Waren- und ein Waffenlager, eine Sanitätsstation, eine Küche, eine Werkstatt, Toiletten, Baracken, Verlegung von Wasserleitungen
- Transporte, z. B. Kohle aus Oberstdorf holen und Holz aus dem Wald
- Versorgung der zugeordneten drei Maultiere und fünf Pferde

Die Arbeitszeit für die KZ-Häftlinge betrug 60 Stunden pro Woche, es gab einige Arbeitsunfälle.

## Ende des Zweiten Weltkriegs und Nachkriegszeit
Gegen Ende des Zweiten Weltkriegs wurden die Baracken nach Schätzung mit 1400 Personen belegt, u. a. Führer der Hitlerjugend, Reichsarbeitsdienst und viele evakuierte Kinder aus Großstädten. Am 1. Mai 1945 rückten französische Truppen kampflos in Oberstdorf ein. Später wurden die Baracken abgerissen.
In den ehemals als KZ-Außenlager genutzten Zollhäusern befindet sich inzwischen das Ferienhaus des Sozialwerks der Bundesfinanzverwaltung e. V.
Die gegen den SS-Kommandanten Willi Baumgärtel eingeleiteten Ermittlungsverfahren wurden 1973 „mangels Beweisen“ endgültig eingestellt.